# Gimel ha-Chadaša
Gimel ha-Chadaša (hebrejsky: גימל החדשה, jde o pracovní název) je čtvrť v severozápadní části Tel Avivu v Izraeli. Je součástí správního obvodu Rova 1 a samosprávné jednotky Rova Cafon Ma'arav.

## Geografie
Leží na severním okraji Tel Avivu, cca 1 kilometr od pobřeží Středozemního moře a cca 3 kilometry severně od řeky Jarkon, v nadmořské výšce okolo 20 metrů. Dopravní osou je dálnice číslo 2 (Derech Namir), která prochází po jejím východním okraji. Na východě sousedí s čtvrtí Ramat Aviv Gimel, na jihu s Ramat Aviv ha-Chadaša, na západě s fragmentem volné krajiny v prostoru příbřežních písečných dun a na severu s čtvrtí Azorej Chen.

## Popis čtvrti
Plocha čtvrti je vymezena na severu ulicí Uri Cvi Greenberg, na jihu ulicí Cvi Propes, na východě ulicí Sderot Namir a na západě ulicí Kadošej ha-Šoa. Zástavba má charakter vysokopodlažních obytných budov. V roce 2007 tu ještě nebyla evidována populace, jde o nově vznikající obytný soubor. 